# Церковна застібка
Церковна застібка є негеральдичною фігурою в геральдиці і позначає хрестоподібний знак на гербі. На ньому зображений хрест із одягу, прикрашений кужбами. Церковна застібка відома з герба Кірхгайма-унтер-Тека, через що її ще називають Кірхгаймерський хрест.
Знак може бути косим або під прямим кутом із поперечним плечем, що стоїть вертикально на гербі. Можливі всі геральдичні тинктури. Часто знак, який слід присвоїти хресту, також зараховується як ґмерк роду, настінний гак або польовий знак.

## Приклади

Кірхгайм-унтер-Тек
Герб Гундельсгайму (Німеччина)
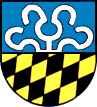
Герб Етлінгена (Німеччина)
Герб району Аффольтерн (Швейцарія)
Герб Каппель-ам-Альбіса (Швейцарія)